# Malkaridae
Malkaridae – rodzina pająków z infrarzędu Araneomorphae. Zalicza się do niej 57 opisanych gatunków. Zamieszkują krainę australijską oraz południową część Ameryki Południowej. Bytują wśród ściółki i mchów, głównie w wilgotnych lasach liściastych.

## Morfologia
Pająki o drobnych rozmiarach ciała. Prosoma ich cechuje się sternum zlanym wokół łącznika z karapaksem. Odnóża zwieńczone są trzema pazurkami. Niekiedy układ kolców na odnóżach podobny jest do tego u naśladowanikowatych, ale do rodziny zaliczają się również gatunki o odnóżach zupełnie kolców pozbawionych. Opistosoma (odwłok) u samców, a w przypadku części gatunków także u samic zaopatrzony jest w wentralne skutum, leżące po stronie brzusznej wokół łącznika. Samce części gatunków mają również na skutum po grzbietowej stronie opistosomy. U obu płci pierścień zesklerotyzowanego oskórka otacza kądziołki przędne. Ponadto na opistosomie występują zesklerotyzowane punkty przyczepu mięśni (sigilla). Szczecinki opistosomy osadzone są na zesklerotyzowanych dyskach. Kądziołki przędne tylno-bocznej pary pozbawione są tak zwanych triad araneoidalnych, czyli zespołu trzech gruczołów przędnych: dwóch zagregowanych i jednego wiciowatego. Pólka przędne są u Malkaridae zredukowane względem tych typowych dla Araneoidea. 
Nogogłaszczki samca mają niezmodyfikowane, pozbawione wyrostków czy apoofiz rzepkę i goleń. Brak jest apofizy medialnej. Kubkowate cymbium ma zintegrowane, osadzone nasadowo paracymbium, czasem zaopatrzone w dystalne wyrostki lub apofizy. W przeciwieństwie do większości przedstawicieli nadrodziny konduktor u Malkaridae zwykle, biegnąc przy zewnętrznej krawędzi tegulum, okręca ją w kierunku przeciwnym do ruchu wskazówek zegara. Nasada konduktora łączy się z tegulum błoną i może być wyposażona w różne apofizy określane skrótem CBA. Nasada embolusa jest szeroka, natomiast pozostała jego część długa, niekiedy nitkowata. Embolus okręca zewnętrzną krawędź tegulum w kierunku odwrotnym niż konduktor.

## Ekologia i występowanie
Zwierzęta te prowadzą skryty tryb życia. Zamieszkują głównie ściółkę i mchy wilgotnych lasów liściastych w strefie klimatu tropikalnego i umiarkowanego. Nie budują sieci łownych, lecz aktywnie poszukują swych ofiar. Przynajmniej niektóre polują na inne pająki. Pajęczaki z tej rodziny znajduje się bardzo rzadko. Zwykle odławiane są do pułapek Barbera, wysiewane z podłoża sitem lub wypłaszane za pomocą aparatu Tullgrena. Spotykano je także pod murszejącymi kłodami.
Rodzina ta występuje głównie w krainie australijskiej, zamieszkując kontynentalną Australię, Tasmanię i Nową Zelandię, z jednym gatunkiem, Flavarchaea humboldti, endemicznym dla Nowej Kaledonii. Poza krainą australijską występuje tylko Chilenodes australis – endemit południowego skraju krainy neotropikalnej, znany z południowych części Chile i Argentyny.

## Taksonomia
Rodzina ta wprowadzona została w 1980 roku przez Valerie Davies jako podrodzina w obrębie krzyżakowatych. W 1984 roku Raymond Forster i Norman I. Platnick wyróżnili nową rodzinę Pararchaeidae. W 1986 roku Jörg Wunderlich wyniósł podrodzinę wprowadzoną przez Davies do rangi odrębnej rodziny Malkaridae. W tym samym roku Russell J. Moran wprowadził nową rodzinę Sternodidae, jednak już w rok później Forster i Platnick przenieśli zaliczone do niej rodzaje do Malkaridae. W 2004 roku Wunderlich uznał Malkaridae i Pararchaeidae za podrodziny w obrębie naśladownikowatych. W 2017 roku Dimitar Dimitrow i współpracownicy na podstawie wyników analizy filogenetycznej wyróżnili Malkaridae jako odrębną rodzinę w nadrodzinie Araneoidea, zaś Pararchaeidae uznali za jej synonim. W 2020 roku Gustavo Hormiga i Nikolaj Scharff zrewidowali Malkaridae Nowej Zelandii, wprowadzając, również na podstawie analizy Dimitrowa i innych, podział rodziny na cztery podrodziny.
Do rodziny Malkaridae zalicza się 57 opisanych gatunków, zgrupowanych w 13 rodzajach i 4 podrodzinach:
- podrodzina: Malkarinae Davies, 1980
  - Malkara Davies, 1980
- podrodzina: Pararchaeinae Foster & Platnick, 1984
  - Anarchaea Rix, 2006
  - Flavarchaea Rix, 2006
  - Forstrarchaea Rix, 2006
  - Nanarchaea Rix, 2006
  - Ozarchaea Rix, 2006
  - Pararchaea Forster, 1955
  - Westrarchaea Rix, 2006
- podrodzina: Sternoidinae Harvey, 2002
  - Carathea Moran, 1986
  - Chilenodes Platnick & Forster, 1987
  - Perissopmeros Butler, 1932
- podrodzina: Tingotinginae Hormiga & Scharff, 2020
  - Tingotingo Hormiga & Scharff, 2020
  - Whakamoke Hormiga & Scharff, 2020

Grupę siostrzaną dla Malkaridae stanowi klad obejmujący naśladownikowate, Arkyidae i kwadratnikowate. Z kolei w obrębie rodziny występuje siostrzana relacja między Malkarinae i Pararchaeinae oraz między Sternoidinae i Tingotinginae.